# Orthocentrus neglectus
Orthocentrus neglectus là một loài tò vò trong họ Ichneumonidae.